# Pterobryopsis dubia
Pterobryopsis dubia là một loài rêu trong họ Pterobryaceae. Loài này được Tixier mô tả khoa học đầu tiên năm 1967.